# Gundisch-Mitte
Gundisch-Mitte je naselje v Občini Šentjurij v Labotski dolini v Okraju Volšperk na Koroškem v Avstriji.